# 胡克角
70°38′S 166°45′E / 70.633°S 166.750°E
胡克角是南極洲的海岬，位於維多利亞地北岸，處於威廉斯角和阿代爾角之間，是尤爾灣的入口處，寬3.7公里，該海岬現時由南極條約體系管理。